# Тілопо сулавеський
Тілопо сулавеський (Ptilinopus fischeri) — вид голубоподібних птахів родини голубових (Columbidae). Ендемік Індонезії.

## Опис
Довжина птаха становить 36 см. Голова і нижня частина тіла попелято-сірі. Під очима великі червоні плями, які переходять в чорні смуги, шо сполучаються позаду на шиї. Верхня частина голови і задня частина шиї темно-сірі. Спина і надхвістя темно-зелені. Гузка і стегна сірувато-зелені, поцятковані кремовими плямками. Крила темно-сірувато-зелені, махові пера мають жовті края. Очі карі, дзьоб зеленуватий, лапи червонуваті.

## Підвиди
Виділяють три підвиди:
- P. f. fischeri Brüggemann, 1876 — північ Сулавесі;
- P. f. centralis Meyer, AB, 1903 — центр і південний схід Сулавесі;
- P. f. meridionalis (Meyer, AB & Wiglesworth, 1893) — південний захід Сулавесі.

## Поширення і екологія
Сулавеські тілопо є ендеміками острова Сулавесі. Вони живуть у вологих гірських тропічних лісах. Зустрічаються на висоті від 1000 до 3000 м над рівнем мор, переважно на висоті понад 2000 м над рівнем моря. 

## Поведінка
Сулавеські тілопо ведуть переважно поодинокий спосіб життя. Гніздяться в чагарникових заростях або низько на деревах. Гніздо являє собою платформу з хмизу, типову для голубів. В кладці одне яйце.